# Bésayes
Bésayes là một xã thuộc tỉnh Drôme trong vùng Auvergne-Rhône-Alpes đông nam nước Pháp. Xã Bésayes nằm ở khu vực có độ cao trung bình 242 mét trên mực nước biển.